# 95e cérémonie des Oscars
La 95e cérémonie des Oscars, présentée par l'Academy of Motion Picture Arts and Sciences (AMPAS), récompense les films sortis en 2022 et a lieu au Théâtre Dolby de Los Angeles, en Californie, le 12 mars 2023.
La cérémonie est présentée par Jimmy Kimmel.
Les nominations sont annoncées le 24 janvier 2023. Le film Everything Everywhere All at Once obtient 11 nominations, et À l'Ouest, rien de nouveau et Les Banshees d'Inisherin sont ex aequo avec 9 nominations.
Le film qui sort gagnant de cette soirée est Everything Everywhere All at Once qui remporte 7 Oscars dont celui du meilleur film, meilleur réalisateur et meilleur scénario original.
A contrario, Les Banshees d'Inisherin nommé dans 9 catégories différentes n'obtient aucune statuette.

## Présentateurs et intervenants
Présentateurs
- Jimmy Kimmel, maître de cérémonie

Intervenants
- Emily Blunt et Dwayne Johnson remettent l'Oscar du meilleur film d'animation
- Ariana DeBose et Troy Kotsur remettent les Oscars du meilleur acteur dans un second rôle et de la meilleure actrice dans un second rôle
- Cara Delevingne présente la chanson originale Applause nommée dans la catégorie meilleure chanson originale
- Riz Ahmed et Questlove remettent les Oscars du meilleur film documentaire et du meilleur court métrage en prise de vues réelles
- Halle Bailey et Melissa McCarthy présentent la bande-annonce du film La Petite Sirène
- Michael B. Jordan et Jonathan Majors remettent l'Oscar de la meilleure photographie
- Donnie Yen présente la chanson originale This Is a Life nommée dans la catégorie meilleure chanson originale
- Jennifer Connelly et Samuel L. Jackson remettent l'Oscar des meilleurs maquillages et coiffures
- Morgan Freeman et Margot Robbie présentent l'hommage au studio de production Warner Bros. à l'occasion de son centenaire
- Paul Dano et Julia Louis-Dreyfus remettent l'Oscar des meilleurs costumes
- Deepika Padukone présente la chanson originale Naatu Naatu nommée dans la catégorie meilleure chanson originale
- Eva Longoria et Janet Yang (en) (présidente de l'AMPAS) présentent l'Academy Museum of Motion Pictures
- Antonio Banderas et Salma Hayek remettent l'Oscar du meilleur film international
- Elizabeth Olsen et Pedro Pascal remettent les Oscars du meilleur court métrage documentaire et du meilleur court métrage d'animation
- Lady Gaga présente sa chanson originale Hold My Hand nommée dans la catégorie meilleure chanson originale
- Hugh Grant et Andie McDowell remettent l'Oscar des meilleurs décors
- John Cho et Mindy Kaling remettent l'Oscar de la meilleure musique de film
- Elizabeth Banks remet l'Oscar des meilleurs effets visuels
- Danai Gurira présente la chanson originale Lift Me Up (en) nommée dans la catégorie meilleure chanson originale
- Andrew Garfield et Florence Pugh remettent les Oscars du meilleur scénario original et du meilleur scénario adapté
- Kate Hudson et Janelle Monáe remettent les Oscars du meilleur son et de la meilleure chanson originale
- John Travolta présente le segment In Memoriam
- Zoe Saldaña et Sigourney Weaver remettent l'Oscar du meilleur montage
- Idris Elba et Nicole Kidman remettent l'Oscar du meilleur réalisateur
- Halle Berry et Jessica Chastain remettent les Oscars du meilleur acteur et de la meilleure actrice
- Harrison Ford remet l'Oscar du meilleur film

## Palmarès

### Meilleur film
- Everything Everywhere All at Once – Daniel Kwan, Daniel Scheinert et Jonathan Wang
  - À l'Ouest, rien de nouveau (Im Westen nichts Neues) – Malte Grunert
  - Avatar : La Voie de l'eau (Avatar: The Way of Water) – James Cameron et Jon Landau
  - Les Banshees d'Inisherin – Graham Broadbent, Peter Czernin et Martin McDonagh
  - Elvis – Baz Luhrmann, Catherine Martin, Gail Berman, Patrick McCormick et Schuyler Weiss
  - The Fabelmans – Kristie Macosko Krieger, Steven Spielberg et Tony Kushner
  - Tár – Todd Field, Alexandra Milchan et Scott Lambert
  - Top Gun: Maverick – Tom Cruise, Christopher McQuarrie, David Ellison et Jerry Bruckheimer
  - Sans filtre (Triangle of Sadness) – Erik Hemmendorff et Philippe Bober
  - Women Talking – Dede Gardner, Jeremy Kleiner et Frances McDormand

### Meilleur réalisateur
- Daniel Kwan et Daniel Scheinert – Everything Everywhere All at Once
  - Martin McDonagh – Les Banshees d'Inisherin
  - Steven Spielberg – The Fabelmans
  - Todd Field – Tár
  - Ruben Östlund – Sans filtre (Triangle of Sadness)

### Meilleur acteur
- Brendan Fraser pour le rôle de Charlie dans The Whale
  - Austin Butler pour le rôle d'Elvis Presley dans Elvis
  - Colin Farrell pour le rôle de Pádraic Súilleabháin dans Les Banshees d'Inisherin
  - Paul Mescal pour le rôle de Calum dans Aftersun
  - Bill Nighy pour le rôle de M. Williams dans Vivre (Living)

### Meilleure actrice
- Michelle Yeoh pour le rôle de Evelyn Wang dans Everything Everywhere All at Once
  - Cate Blanchett pour le rôle de Lydia Tár dans Tár
  - Ana de Armas pour le rôle de Marilyn Monroe dans Blonde
  - Andrea Riseborough pour le rôle de Leslie Rowlands dans To Leslie
  - Michelle Williams pour le rôle de Mitzi Schildkraut-Fabelman dans The Fabelmans

### Meilleur acteur dans un second rôle
- Ke Huy Quan pour le rôle de Waymond Wang dans Everything Everywhere All at Once
  - Brendan Gleeson pour le rôle de Colm Doherty dans Les Banshees d'Inisherin
  - Brian Tyree Henry pour le rôle de James dans Causeway
  - Judd Hirsch pour le rôle de Boris Schildkraut dans The Fabelmans
  - Barry Keoghan pour le rôle de Dominic Kearney dans Les Banshees d'Inisherin

### Meilleure actrice dans un second rôle
- Jamie Lee Curtis pour le rôle de Deirdre Beaubeirdra dans Everything Everywhere All at Once
  - Angela Bassett pour le rôle de la Reine Ramonda dans Black Panther: Wakanda Forever
  - Hong Chau pour le rôle de Liz dans The Whale
  - Kerry Condon pour le rôle de Siobhán Súilleabháin dans Les Banshees d'Inisherin
  - Stephanie Hsu pour le rôle de Joy Wang dans Everything Everywhere All at Once

### Meilleur scénario original
- Everything Everywhere All at Once des Daniels
  - Les Banshees d'Inisherin de Martin McDonagh
  - The Fabelmans de Tony Kushner et Steven Spielberg
  - Tár de Todd Field
  - Sans filtre (Triangle of Sadness) de Ruben Östlund

### Meilleur scénario adapté
- Women Talking de Sarah Polley adapté du roman Ce Qu’elles disent de Miriam Toews
  - À l'Ouest, rien de nouveau (Im Westen nichts Neues) d'Edward Berger, Lesley Paterson et Ian Stolkell adapté du roman À l'Ouest, rien de nouveau de Erich Maria Remarque
  - Glass Onion : Une histoire à couteaux tirés (Glass Onion: A Knives Out Mystery) de Rian Johnson
  - Vivre (Living) de Kazuo Ishiguro adapté du scénario original du film Vivre d'Akira Kurosawa
  - Top Gun: Maverick de Ehren Kruger, Eric Warren Singer et Christopher McQuarrie - histoire de Peter Craig et Justin Marks d'après les personnages créés par Jim Cash et Jack Epps Jr.

### Meilleurs décors et direction artistique
- À l'Ouest, rien de nouveau (Im Westen nichts Neues) – Christian M. Goldbeck, Ernestine Hipper
  - Babylon – Florencia Martin, Anthony Carlino
  - Elvis – Catherine Martin, Karen Murphy, Beverley Dunn
  - Avatar : La Voie de l'eau (Avatar: The Way of Water) – Dylan Cole, Ben Procter, Vanessa Cole
  - The Fabelmans – Rick Carter, Karen O'Hara

### Meilleurs costumes
- Black Panther: Wakanda Forever – Ruth Carter
  - Babylon – Mary Zophres
  - Elvis – Catherine Martin
  - Une robe pour Mrs. Harris (Mrs. Harris Goes to Paris) – Jenny Beavan
  - Everything Everywhere All at Once – Shirley Kurata

### Meilleurs maquillages et coiffures
- The Whale – Anne Marie Bradley, Judy Chin, Adrien Morot
  - À l'Ouest, rien de nouveau (Im Westen nichts Neues) – Heike Merker
  - The Batman – Naomi Donne, Mike Marino, Zoe Tahir
  - Elvis – Jason Baird, Mark Coulier, Louise Coulston, Shane Thomas
  - Black Panther: Wakanda Forever – Camille Friend, Joel Harlow

### Meilleure photographie
- À l'Ouest, rien de nouveau (Im Westen nichts Neues) – James Friend
  - Bardo (Bardo, falsa crónica de unas cuantas verdades) – Darius Khondji
  - Elvis – Mandy Walker
  - Empire of Light – Roger Deakins
  - Tár – Florian Hoffmeister

### Meilleur montage
- Everything Everywhere All at Once – Paul Rogers
  - Les Banshees d'Inisherin – Mikkel E. G. Nielsen
  - Elvis – Jonathan Redmond, Matt Villa
  - Tár – Monika Willi
  - Top Gun: Maverick - Eddie Hamilton

### Meilleur son
- Top Gun: Maverick – Chris Burdon, James H. Mather, Al Nelson, Mark Taylor, Mark Weingarten
  - À l'Ouest, rien de nouveau (Im Westen nichts Neues) – Lars Ginzsel, Frank Kruse, Viktor Prášil, Markus Stemler
  - Avatar : La Voie de l'eau (Avatar: The Way of Water) – Christopher Boyes, Michael Hedges, Julian Howarth, Gary Summers, Gwendolyn Yates Whittle (en)
  - Elvis – Michael Keller, David Lee, Andy Nelson, Wayne Pashley
  - The Batman – Stuart Wilson, William Files, Douglas Murray, Andy Nelson

### Meilleurs effets visuels
- Avatar : La Voie de l'eau (Avatar: The Way of Water) – Joe Letteri, Richard Baneham, Eric Saindon et Daniel Barrett
  - À l'Ouest, rien de nouveau (Im Westen nichts Neues) – Frank Petzold, Viktor Müller, Markus Frank et Kamil Jafar
  - The Batman – Dan Lemmon, Russell Earl, Anders Langlands et Dominic Tuohy
  - Black Panther: Wakanda Forever – Geoffrey Baumann, Craig Hammack, R.Christopher White et Dab Sudick
  - Top Gun: Maverick – Ryan Tudhope, Seth Hill, Bryan Litson et Scott R. Fisher

### Meilleure chanson originale
- Naatu Naatu (M. M. Keeravani, Kaala Bhairava et Rahul Sipligunj) – RRR
  - Applause (Diane Warren) - Tell It Like a Woman
  - Hold My Hand (Lady Gaga, BloodPop et Benjamin Rice) – Top Gun: Maverick
  - Lift Me Up (Tems, Rihanna, Ryan Coogler et Ludwig Göransson) – Black Panther: Wakanda Forever
  - This Is a Life (Ryan Lott, David Byrne et Mitski) - Everything Everywhere All at Once

### Meilleure musique de film
- À l'Ouest, rien de nouveau (Im Westen nichts Neues) – Volker Bertelmann
  - Babylon – Justin Hurwitz
  - Les Banshees d'Inisherin – Carter Burwell
  - Everything Everywhere All at Once – Son Lux
  - The Fabelmans – John Williams

### Meilleur film international
- À l'Ouest, rien de nouveau (Im Westen nichts Neues) –  Allemagne (en allemand)
  - Argentina, 1985 –  Argentine (en espagnol)
  - Close –  Belgique (en français et en néerlandais)
  - Eo –  Pologne (en polonais)
  - The Quiet Girl –  Irlande (en irland)

### Meilleur film d'animation
- Pinocchio par Guillermo del Toro
  - Marcel le coquillage (avec ses chaussures) (Marcel the Shell with Shoes On)
  - Le Chat potté 2 : La Dernière Quête (Puss in Boots: The Last Wish)
  - Alerte rouge (Turning Red)
  - Le Monstre des mers (The Sea Beast)

### Meilleur film documentaire
- Navalny – Daniel Roher (en), Odessa Rae, Diane Becker, Melanie Miller, Shane Boris
  - Tout ce que nous respirons (All That Breathes) – Shaunak Sen, Aman Mann, Teddy Leifer
  - Toute la beauté et le sang versé – Laura Poitras, Howard Gertler, John Lyons, Nan Goldin, Yoni Golijov
  - Fire of Love – Sara Dosa, Shane Boris, Ina Fichman
  - Éclats d'enfance (A House Made of Splinters) – Simon Lereng Wilmont, Monica Hellström

### Meilleur court métrage (prises de vues réelles)
- An Irish Goodbye – Tom Berkely, Ross White
  - Ivalu – Anders Walter, Rebecca Pruzan
  - Le pupille – Alice Rohrwacher, Alfonso Cuarón
  - Night Ride – Eirik Tveiten, Gaute Lid Larssen
  - The Red Suitcase – Cyrus Neshvad

### Meilleur court métrage (documentaire)
- Les Chuchoteurs d'éléphants (The Elephant Whisperers) – Kartiki Gonsalves, Guneet Monga
  - Haulout – Evgenia Arbugaeva, Maxim Arbugaev
  - How Do You Measure a Year? – Jay Rosenblatt
  - The Martha Mitchell Effect – Anne Alvergue, Beth Levison
  - Stranger at the Gate – Joshua Seftel, Conall Jones

### Meilleur court métrage (animation)
- L'Enfant, la Taupe, le Renard et le Cheval (The Boy, the Mole, the Fox and the Horse) – Charlie Mackesy, Matthew Freud
  - The Flying Sailor – Wendy Tilby, Amanda Forbis
  - Ice Merchants – Joao Gonzalez, Bruno Caetano
  - My Year of Dicks – Sara Gunnarsdóttir, Pamela Ribbon
  - An Ostrich Told Me the World Is Fake and I Think I Believe It – Lachlan Pendragon

### Governors Awards
Le 21 juin 2022, l'Académie annonce ses lauréats de la 13e cérémonie annuelle des Governors Awards qui se tient le 19 novembre 2022, au cours de laquelle les Academy Honorary Awards et le Jean Hersholt Humanitarian Award sont remis aux lauréats suivants :

#### Prix honorifiques de l'Académie
- Euzhan Palcy
- Diane Warren
- Peter Weir

#### Prix humanitaire Jean Hersholt
- Michael J. Fox.

## Statistiques

### Nominations multiples
- 11 : Everything Everywhere All at Once
- 9 : Les Banshees d'Inisherin, À l'Ouest, rien de nouveau
- 8 : Elvis
- 7 : The Fabelmans
- 6 : Tár, Top Gun: Maverick
- 5 : Black Panther: Wakanda Forever
- 4 : Avatar : La Voie de l'eau
- 3 : The Whale, The Batman, Babylon, Sans filtre
- 2 : Women Talking, Vivre

### Récompenses multiples
- 7 / 11 : Everything Everywhere All at Once
- 4 / 9 : À l'Ouest, rien de nouveau
- 2 / 3 : The Whale

### Les grands perdants
- 1 / 6 : Top Gun: Maverick
- 1 / 5 : Black Panther: Wakanda Forever
- 1 / 4 : Avatar : La Voie de l'eau
- 1 / 2 : Women Talking
- 0 / 9 : Les Banshees d'Inisherin
- 0 / 8 : Elvis
- 0 / 7 : The Fabelmans
- 0 / 6 : Tár
- 0 / 3 : The Batman
- 0 / 3 : Babylon
- 0 / 3 : Sans filtre